# Kávássy Kristóf
Kávássy Kristóf más alakban Kávásy, Kávási (16. század) Huszt várnagya.
Nádasdy Tamás, a vár ura a Habsburgokhoz állt a magyar belháborúban, ő azonban Szapolyai Jánost támogatta. 1530-ban Huszt polgárait kegyetlenül megsarcolta. Tettei miatt a krónikákban ragadozó és öldöklő jelzővel illetik, források szerint három vármegyét is feldúlt a mai Kárpátalján.

1536 elején a szatmári osztrák erőkre csapott rá Bánffy Boldizsárral, majd az erdélyi szászok felkelését akarta letörni, de Nagyszeben alól a szászok véres harc árán meghátrálásra kényszerítették.
Kávássy hamispénzverésre is vetemedett. Egy szász származású ötvöst, Miklós mestert tulajdonképpen kényszerített erre a törvénytelenségre. Amikor Miklós megpróbált Eperjesre menekülni, a Kávássyval szövetségben álló Büdy Mihály várnagy elfogta és visszavitte Husztra.

1537-ben Szapolyai sereget küldött Északkelet-Magyarországra, hogy megzabolázza az ottani Habsburg-pártiakat, de egyszersmind a garázda Kávássyt is rendre akarta utasítani. Kávássy Szapolyai halála után újból dúlta a vidéket. 1540-ben a Matuznai családtól elfoglalta Kanko várát Kovászó mellett
Ő építette Kávás várát (azóta elpusztult).